# Astropecten benthophilus
Astropecten benthophilus är en sjöstjärneart som beskrevs av Ludwig 1905. Astropecten benthophilus ingår i släktet Astropecten och familjen kamsjöstjärnor. Inga underarter finns listade i Catalogue of Life.